# Али Керим
Али Кeрим (1931—1969) — азербайджанский поэт и переводчик.

## Биография
Али Керим родился в 1931 году в городе Гейчай. После окончания средней школы в родном Гейчае поступил на факультет театроведения Института искусств имени М. Алиева (ныне Университет культуры и искусств), затем продолжил образование в Московском литературном институте имени М. Горького, который в 1955 году окончил с отличием.
Литературный дебют состоялся в 1948 году, когда в газете Az rbaycan Pion («Пионер Азербайджана») было опубликовано его стихотворение «Новый учитель». В 1954 году становится членом Союза писателей Азербайджана. В 1957 году поэма Керимова «Первая симфония» получила награду на VI Всемирном фестивале молодежи и студентов в Москве. Его первая книга «Две ловы» вышла в Москве на русском языке в 1958 году.
Али Керим работал литературным сотрудником в редакции журнала «Азербайджан», а позже возглавил его, и занимал этот до конца жизни.
В 1969 году поэт умирает в Баку в возрасте 38 лет. Был похоронен на родине — в Гейчае.

## Творчество
За свою жизнь поэт успел издать шесть поэтических сборников на азербайджанском и два — на русском языке. После смерти в архиве писателя были обнаружены законченные, но неопубликованные произведения в количестве, сопоставимом с изданными трудами.
Помимо стихов Керимов также писал прозу, и сценарии, и пьесы, а многие из его стихов были впоследствии переложены на музыку.

## Фильмография
| Киностудия, Телеканал                 | Название фильма                           | Год  | Сценарист | Aвтор     | Режиссёр-постановщик | Aктер | Фильм о поэте | Тип фильма                  |
| ------------------------------------- | ----------------------------------------- | ---- | --------- | --------- | -------------------- | ----- | ------------- | --------------------------- |
| Киностудия «Aзербайджанфильм»         | Kамень                                    | 1977 | ❌        | зелёная ✓ | ❌                   | ❌    | ❌            | Короткий анимационный фильм |
| Телеканал LIDER                       | «Семь чувств»                             | 2002 | ❌        | ❌        | ❌                   | ❌    | зелёная ✓     | Документальный фильм        |
| Телеканал ANS                         | "Последний вздох"                         | 2009 | ❌        | ❌        | ❌                   | ❌    | зелёная ✓     | Документальный фильм        |
| Телеканал AzTV                        | Поэт будущего                             | 2010 | ❌        | ❌        | ❌                   | ❌    | зелёная ✓     | Документальный фильм        |
| Общественное телевидение Азербайджанa | Али Керим                                 | 2013 | ❌        | ❌        | ❌                   | ❌    | зелёная ✓     | Документальный фильм        |
| Общественное телевидение Азербайджанa | Телепередача «Yadigarlar» (06.01.2015)    | 2015 | ❌        | ❌        | ❌                   | ❌    | зелёная ✓     | Телепередача                |
| Телеканал Xezer                       | Телепередача «Könül Dünyamız»(01.11.2015) | 2015 | ❌        | ❌        | ❌                   | ❌    | зелёная ✓     | Телепередача                |

## Песни, написанные на слова поэта
- Флора Керимова — Nə Gəlməz Oldun — музыка: Октай Казими
- Ягуб Зуруфджу- Yar Gəldi — музыка: Адиль Гарай
- Вагиф Шixaliyev- Azərbaycanım Mənim — музыка: Гаджи Зираддин Тагиев
- Айшен Мехтиева — Azərbaycanım Mənim — музыка: Адиль Гарай
- Aзад Заманов — Qayıt — музыка: Севил Рустамова
- Флора Керимова, Елхан Фхедзаде — Yar gəldi — музыка: Елза Ибрагимова
- Nə xoşbəxt imişəm — музыка: Джаваншир Кулиев

## Произведения
1. Два влюбленных. Баку: Azərnəşr, 1960, 60 стр.
2. Всегда в пути. Баку: Azərnəşr, 1963, 63 стр.
3. Золотые крылья. Баку: Azərnəşr, 1965, 132 стр.
4. Верни материнский долг. Баку: Gənclik, 1970, 223 стр.
5. Дети и звезды. Баку: Gənclik, 1971, 71 стр.
6. После путешествия. Баку: Azərnəşr, 1972, 192 стр.
7. Ленивый медвежонок. Баку: Uşaqgəncnəşr, 1973, 15 стр.
8. Избранные произведения (в двух томах). Том I. Баку: Azərnəşr, 1974, 407 стр.
9. Избранные произведения (в двух томах). Том II. Баку: Azərnəşr, 1975, 185 стр.
10. Ступени (роман). Баку: Gənclik, 1978, 160 стр.
11. Девушка и бабочка. Баку: Gənclik, 1979, 56 стр.
12. Вернись. Баку: Yazıçı, 1983, 288 стр.
13. Ступени (роман). Баку: Yazıçı, 1987, 262 стр.
14. Избранные произведения (в двух томах). Том I. Баку: Azərnəşr, 1991, 272 стр.
15. Избранные произведения (в двух томах). Том II. Баку: Azərnəşr, 1991, 251 стр.
16. На берегу голубой песни. Баку: Yazıçı,, 1991, 197 стр.
17. Избранные произведения. Баку, Lider, 2004
18. Верни материнский долг. Тебриз, Əxtər, 2008
19. Избранные произведения. (Том I). Баку, Şərq və Qərb, 2013
20. Избранные произведения. (Том II). Баку, Şərq və Qərb, 2014
21. «Каким счастливым я был…». Баку, Bakı Kitab Klubu, 2015

## Семья
Жена — Эльза Kеримова
Cыновья:
- Паша Керимов — доктор филологических наук, доцент, учёный, исследователь истории литературы, текстолог, заместитель директора Института рукописей НАНА, член Союза писателей Азербайджана;
- Азер Керимов — доктор физико-математических наук, профессор
- Орхан Керимов — экономист, эксперт.(Умер в 2015 году)